# متلازمة الاجترار

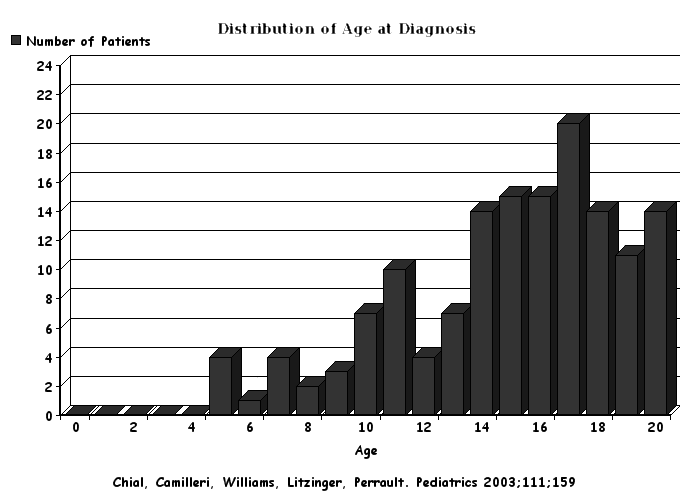

متلازمة الاجترار أو بالإنجليزية (merycism)، هو اضطراب حركي مزمن يتميز بقلس بدون مجهود لمعظم الوجبات بعد تناول الطعام، بسبب الانقباض اللاإرادي للعضلات حول البطن. لا يوجد تهوع أو غثيان أو حرقة في المعدة أو رائحة أو ألم في البطن مصاحب للقلس [بحاجة لمصدر]، كما هو الحال مع القيء المعتاد والطعام المتقيأ غير مهضوم. تم توثيق هذا الاضطراب تاريخيًا على أنه يؤثر فقط على الرضع والأطفال الصغار والأشخاص ذوي الإعاقات المعرفية (معدل الانتشار يصل إلى 10٪ في المرضى داخل المؤسسات الذين يعانون من إعاقات عقلية مختلفة). يتم تشخيصه بشكل متزايد في عدد أكبر من المراهقين والبالغين الأصحاء، على الرغم من وجود نقص في الوعي بالحالة من قبل الأطباء والمرضى وعامة الناس.
تُظهر متلازمة الاجترار نفسها بعدة طرق، مع وجود تباين كبير بشكل خاص بين عرض الشخص البالغ الذي يعاني من إعاقة عقلية وبين تقديم الرضيع و / أو المصاب بخلل عقلي. مثل الاضطرابات المعدية المعوية ذات الصلة، يمكن أن يؤثر الاجترار سلبًا على الأداء الطبيعي والحياة الاجتماعية للأفراد. لقد تم ربطه بالاكتئاب.
توجد القليل من البيانات الشاملة المتعلقة بمتلازمة الاجترار لدى الأفراد الأصحاء لأن معظم المصابين لديهم خصوصية بشأن مرضهم وغالبًا ما يتم تشخيصهم بشكل خاطئ بسبب عدد الأعراض والتشابه السريري بين متلازمة الاجترار واضطرابات أخرى في المعدة والمريء، مثل خزل المعدة والشره المرضي عصبي. وتشمل هذه الأعراض تآكل المريء والمينا الناجم عن الحمض، ورائحة الفم الكريهة، وسوء التغذية، وفقدان الوزن الشديد، والشهية التي لا تهدأ. قد يبدأ الأفراد في التقيؤ في غضون دقيقة واحدة بعد الابتلاع، ويمكن أن تحاكي الدورة الكاملة للابتلاع والقلس نهم وتطهير الشره المرضي.
يعتبر تشخيص متلازمة الاجترار غير جراحي ويعتمد على تاريخ الفرد. يعتبر العلاج واعدًا، حيث يستجيب ما يزيد عن 85٪ من الأفراد بشكل إيجابي للعلاج، بما في ذلك الرضع والمعاقين عقليًا.

## العلامات والاعراض
بينما يختلف عدد وشدة الأعراض بين الأفراد، فإن القلس المتكرر للطعام غير المهضوم (المعروف باسم الاجترار) بعد بدء الوجبة موجود دائمًا. في بعض الأفراد، يكون القلس صغيرًا، ويحدث على مدى فترة طويلة من الزمن بعد الابتلاع، ويمكن إعادة مضغه وابتلاعه. في حالات أخرى، يمكن أن يكون المبلغ صفراء وقصير الأمد، ويجب طرده. بينما يعاني البعض من الأعراض بعد بعض الوجبات فقط، فإن معظمهم يمرون بنوبات بعد أي ابتلاع، من قضمة واحدة إلى وجبة كبيرة. ومع ذلك، سيجد بعض المرضى على المدى الطويل مجموعة مختارة من الأطعمة أو المشروبات لا تؤدي إلى استجابة.
على عكس القيء المعتاد، يوصف القلس عادةً بأنه سهل وغير مجبر. نادرا ما يكون هناك غثيان قبل الطرد، ويفتقر الطعام غير المهضوم إلى الطعم المر ورائحة حمض المعدة والصفراء.
يمكن أن تبدأ الأعراض في الظهور في أي وقت من تناول الوجبة إلى 120 دقيقة بعد ذلك. ومع ذلك، فإن النطاق الأكثر شيوعًا هو ما بين 30 ثانية إلى ساعة واحدة بعد الانتهاء من الوجبة. تميل الأعراض إلى التوقف عندما تصبح المحتويات المفترسة حمضية.
ألم البطن (38.1٪)، قلة إنتاج البراز أو الإمساك (21.1٪)، الغثيان (17.0٪)، الإسهال (8.2٪)، الانتفاخ (4.1٪)، تسوس الأسنان (3.4٪) توصف أيضاً بأنها أعراض شائعة في الحياة اليومية. [3] لا تكون هذه الأعراض سائدة بالضرورة أثناء نوبات القلس، ويمكن أن تحدث في أي وقت. غالبًا ما يُلاحظ فقدان الوزن (42.2٪) بمتوسط خسارة 9.6 كيلوجرام، وهو أكثر شيوعًا في الحالات التي لا يتم فيها تشخيص الاضطراب لفترة أطول من الوقت، على الرغم من أن هذا قد يكون متوقعًا لنقص التغذية الذي غالبًا يصاحب الاضطراب نتيجة لأعراضه. تم ربط الاكتئاب أيضًا بمتلازمة الاجترار، على الرغم من أن تأثيره على متلازمة الاجترار غير معروف. يمكن أن يكون التآكل الحمضي للأسنان سمة من سمات الاجترار، مثل رائحة الفم الكريهة (رائحة الفم الكريهة).

## الأسباب
سبب متلازمة الاجترار غير معروف. ومع ذلك، فقد توصلت الدراسات إلى وجود علاقة بين الأسباب المفترضة وتاريخ المرضى المصابين بهذا الاضطراب. عند الرضع والمعاقين إدراكيًا، يُعزى المرض عادةً إلى التحفيز المفرط وقلة التحفيز من الوالدين ومقدمي الرعاية، مما يجعل الفرد يسعى إلى الإشباع الذاتي والتحفيز الذاتي بسبب نقص أو وفرة المحفزات الخارجية. يُنسب الاضطراب أيضًا بشكل شائع إلى نوبة مرض، وفترة من التوتر في الماضي القريب للفرد، وإلى تغييرات في الأدوية.
في البالغين والمراهقين، تندرج الأسباب المفترضة عمومًا في إحدى الفئتين: الناجمة عن العادة والصدمة. عادةً ما يكون لدى الأفراد الناجمين عن العادة تاريخ من الشره المرضي العصبي أو القلس المتعمد (السحرة والقلس المحترفون، على سبيل المثال)، والتي على الرغم من أنها من صنع الذات في البداية، فإنها تشكل عادة لاشعورية يمكن أن تستمر في الظهور خارج سيطرة الفرد المصاب. يصف الأفراد الناجمون عن الصدمات إصابة نفسية أو جسدية (مثل الجراحة الحديثة، والضيق النفسي، والارتجاج، والموت في الأسرة، وما إلى ذلك)، والتي سبقت بداية الاجترار، غالبًا بعدة أشهر.
تم ربط اضطراب الاجترار باضطرابات الأكل الأخرى، ولا سيما الشره المرضي العصبي، ولكن كيفية ارتباط هذه الحالات لا تزال غير واضحة. يحدد الإصدار الخامس من الدليل التشخيصي والإحصائي للاضطرابات العقلية المعايير التشخيصية التالية لاضطراب الاجترار:
ارتجاع الطعام المتكرر لمدة شهر على الأقل. قد يتم بصق الطعام المتقيأ أو إعادة مضغه أو إعادة بلعه.
لا ينتج القلس عن حالة طبية، مثل اضطراب الجهاز الهضمي.
لا يحدث القلس دائماً فيما يتعلق باضطراب آخر في الأكل، مثل فقدان الشهية العصبي، أو اضطراب نهم الطعام، أو الشره المرضي العصبي.
عندما يحدث القلس جنباً إلى جنب مع اضطراب فكري أو تنموي آخر، تكون الأعراض شديدة بما يكفي لتتطلب مساعدة طبية.

## الفيزيولوجيا المرضية
متلازمة الاجترار هي اضطراب غير مفهوم، وقد تكهن عدد من النظريات بالآليات التي تسبب القلس، وهو عرض فريد لهذا الاضطراب. في حين لم تحصل أي نظرية على إجماع، إلا أن بعضها أكثر شهرة ونشر على نطاق واسع من غيرها.
الآلية الأكثر توثيقًا على نطاق واسع هي أن تناول الطعام يسبب انتفاخًا في المعدة، يتبعه ضغط في البطن والاسترخاء المتزامن لعضلة المريء العاصرة السفلية (LES). هذا يخلق تجويفًا مشتركًا بين المعدة والبلعوم الذي يسمح للمواد المهضومة جزئيًا بالعودة إلى الفم. هناك العديد من التفسيرات المقدمة للاسترخاء المفاجئ في LES. من بين هذه التفسيرات أنه استرخاء طوعي مكتسب، وهو أمر شائع لدى المصابين أو الذين أصيبوا بالشره المرضي. في حين أن هذا الاسترخاء قد يكون طوعياً، إلا أن عملية الاجترار الكلية لا تزال غير إرادية بشكل عام. الاسترخاء بسبب الضغط داخل البطن هو تفسير آخر مقترح، والذي من شأنه أن يجعل ضغط البطن الآلية الأساسية. والثالث هو تكيف منعكس التجشؤ، وهو أكثر الآليات الموصوفة شيوعًا. يؤدي ابتلاع الهواء مباشرة قبل القلس إلى تنشيط منعكس التجشؤ الذي يؤدي إلى استرخاء العضلة العاصرة المريئية السفلى. غالبًا ما يصف المرضى شعورًا مشابهًا لبداية التجشؤ قبل الاجترار.

## التشخيص
يتم تشخيص متلازمة الاجترار بناءً على التاريخ الكامل للفرد. الدراسات المكلفة والجائرة مثل قياس ضغط المعدة والأمعاء واختبار درجة الحموضة في المريء ليست ضرورية وستساعد في كثير من الأحيان في التشخيص الخاطئ. بناءً على السمات النموذجية المرصودة، تم اقتراح عدة معايير لتشخيص متلازمة الاجترار. يجب أن يكون العرض الأساسي، وهو ارتجاع الطعام الذي تم تناوله مؤخرًا، ثابتًا لمدة ستة أسابيع على الأقل من الإثني عشر شهرًا الماضية. يجب أن يبدأ القلس في غضون 30 دقيقة من الانتهاء من الوجبة. يمكن للمرضى إما مضغ المادة المتقيئة أو طردها. يجب أن تتوقف الأعراض في غضون 90 دقيقة، أو عندما تصبح المادة المتقيئة حمضية. يجب ألا تكون الأعراض ناتجة عن انسداد ميكانيكي، ويجب ألا تستجيب للعلاج القياسي لمرض الجزر المعدي المريئي.
في البالغين، يتم دعم التشخيص من خلال عدم وجود أمراض كلاسيكية أو هيكلية في الجهاز الهضمي. تشمل المعايير الداعمة مادة قلس لا طعم مر أو حمضي، عديم الرائحة بشكل عام، غير مجهد، أو مسبوقًا بالإحساس بالتجشؤ، أنه لا يوجد تهوع قبل القلس، وأن الفعل لا يصاحبه غثيان أو حرقة.
يزور المرضى ما معدله خمسة أطباء فوق 2.75 سنة قبل أن يتم تشخيصهم بشكل صحيح بمتلازمة الاجترار.

## العلاج
لا يوجد علاج معروف حاليًا للتأمل. تم استخدام مثبطات مضخة البروتون وأدوية أخرى لتأثير ضئيل أو معدوم. يختلف العلاج بالنسبة للرضع والمعاقين عقليًا عن البالغين والمراهقين ذوي الذكاء الطبيعي. بين الأطفال والمعاقين ذهنيًا، تبين أن التدريب السلوكي والتخلص من النفور الخفيف يسبب تحسنًا في معظم الحالات. يتضمن تدريب النفور ربط الاجترار بالنتائج السلبية ومكافأة السلوك الجيد والأكل. إن وضع طعم حامض أو مر على اللسان عندما يبدأ الفرد في الحركات أو أنماط التنفس النموذجية لسلوك اجترار الأفكار هو الطريقة المقبولة عمومًا لتدريب النفور، على الرغم من أن بعض الدراسات القديمة تدعو إلى استخدام القرص. [بحاجة لمصدر) ] في المرضى ذوي الذكاء الطبيعي، الاجترار ليس سلوكًا مقصودًا ويتم عكسه عادةً باستخدام التنفس الحجابي لمواجهة الرغبة في التقيؤ. جنبًا إلى جنب مع الطمأنينة والتفسير وعكس العادات، يظهر للمرضى كيفية التنفس باستخدام أغشية هم قبل وأثناء فترة الاجترار العادية. يمكن استخدام نمط تنفس مشابه لمنع القيء الطبيعي. يعمل التنفس بهذه الطريقة عن طريق منع الانقباضات الجسدية اللازمة لطرد محتويات المعدة.
أظهر العلاج الداعم والتنفس الحجابي تحسنًا في 56٪ من الحالات، ووقفًا كليًا للأعراض في 30٪ إضافية في دراسة واحدة لـ 54 مريضًا مراهقًا تمت متابعتهم بعد 10 أشهر من العلاجات الأولية. غالبًا ما يلاحظ المرضى الذين استخدموا هذه التقنية تغييرًا فوريًا في الصحة للأفضل. الأفراد الذين أصيبوا بالشره المرضي أو الذين تسببوا في التقيؤ عمدًا في الماضي لديهم فرصة أقل للتحسن بسبب السلوك المعزز. لا يتم استخدام هذه التقنية مع الرضع أو الأطفال الصغار بسبب التوقيت والتركيز المعقد المطلوبين لتحقيق النجاح. يتخلص معظم الأطفال من هذا الاضطراب في غضون عام أو بتدريب مكره.

## علم الأوبئة
تم توثيق اضطراب الاجترار في البداية على أنه يؤثر على الأطفال حديثي الولادة والرضع والأطفال والأفراد ذوي الإعاقات العقلية والوظيفية (المعاقون إدراكيًا). منذ ذلك الحين تم التعرف على حدوثه في كل من الذكور والإناث من جميع الأعمار والقدرات المعرفية.
بين المعاقين إدراكيًا، يتم وصفه بمعدل انتشار متساوٍ تقريبًا بين الرضع (6-10٪ من السكان) والبالغين في المؤسسات (8-10٪). عند الرضع، يحدث هذا عادةً خلال الأشهر الثلاثة إلى الثانية عشرة من العمر.
لم يتم تحديد حدوث متلازمة الاجترار بين عامة السكان. يوصف الاجترار أحيانًا بأنه نادر، ولكن تم وصفه أيضًا بأنه ليس نادرًا، ولكن نادرًا ما يتم التعرف عليه. هذا الاضطراب له غلبة أنثى. العمر النموذجي للمراهق هو 12.9، يزيد أو يأخذ 0.4 سنة (±)، مع تأثر الذكور أسرع من الإناث (11.0 ± 0.8 للذكور مقابل 13.8 ± 0.5 للإناث).
هناك القليل من الأدلة المتعلقة بتأثير التأثير الوراثي في متلازمة الاجترار. ومع ذلك، توجد تقارير حالة تشمل عائلات بأكملها مع الاجترار.

## التاريخ
مصطلح اجترار مشتق من الكلمة اللاتينية ruminare، والتي تعني مضغ تجتر. تم وصف متلازمة الاجترار سريريًا لأول مرة في العصور القديمة، وتم ذكرها في كتابات أرسطو، في عام 1618 من قبل عالم التشريح الإيطالي فابريكوس أب أكوابيندينتي، الذي كتب عن الأعراض لدى مريض له.
من بين أولى حالات الاجترار حالة الطبيب في القرن التاسع عشر، تشارلز إدوارد براون سيكوار، الذي اكتسب هذه الحالة نتيجة للتجارب التي أجريت على نفسه. كطريقة لتقييم واختبار استجابة المعدة الحمضية للأطعمة المختلفة، يقوم الطبيب بابتلاع الإسفنج المربوط بخيط، ثم يقوم عن عمد بتقييسه لتحليل محتوياته. نتيجة لهذه التجارب، قام الطبيب في النهاية بتقيؤ وجباته بشكل اعتيادي عن طريق منعكس.
توجد العديد من تقارير الحالة قبل القرن العشرين، ولكنها تأثرت بشكل كبير بالطرق والتفكير المستخدم في ذلك الوقت. بحلول أوائل القرن العشرين، أصبح من الواضح بشكل متزايد أن الاجترار قدم نفسه بطرق متنوعة استجابة لمجموعة متنوعة من الظروف. على الرغم من أنه كان لا يزال يعتبر اضطرابًا في الطفولة والإعاقة المعرفية في ذلك الوقت، إلا أن الفرق في العرض بين الرضع والبالغين كان راسخًا.
أصبحت دراسات الاجترار لدى البالغين الأصحاء نادرة بشكل متناقص ابتداءً من القرن العشرين، وظهرت بعد ذلك غالبية التقارير المنشورة التي تحلل المتلازمة لدى المرضى الأصحاء عقليًا. في البداية، تم وصف اجترار البالغين ومعاملته على أنه حالة حميدة. يوصف الآن بخلاف ذلك. في حين أن قاعدة المرضى الذين يتم فحصهم قد ازدادت تدريجياً مع ظهور المزيد والمزيد من الأشخاص بأعراضهم، فإن الوعي بالحالة من قبل المجتمع الطبي وعامة الناس لا يزال محدودًا.

## المرض في الحيوانات
يعتبر مضغ المجتر من قبل الحيوانات مثل الأبقار والماعز والزرافات سلوكًا طبيعيًا. تُعرف هذه الحيوانات باسم المجترات. [8] مثل هذا السلوك، على الرغم من تسميته بالاجترار، لا يرتبط بمتلازمة الاجترار البشري، ولكنه سلوك عادي. تم وصف الاجترار اللاإرادي، على غرار ما نراه عند البشر، في الغوريلا والرئيسيات الأخرى. كما أن الماكروبود مثل حيوان الكنغر تقوم بتقيؤ الطعام وإعادة مضغه وابتلاعه مرة أخرى، ولكن هذه السلوكيات ليست ضرورية لعملية الهضم الطبيعية، ولا يتم ملاحظتها كما هو متوقع مثل الحيوانات المجترة، ومن ثم تم تسميتها «ميريسية» على عكس «اجترار حقيقي».